# Víctor Iriarte
Víctor Javier Iriarte Ruiz (Pamplona, 2 de maig de 1965) és un periodista, gestor cultural, crític teatral i dramaturg. En 2006, va ser guardonat amb el Premi Nacional de Teatre Calderón de la Barca per la seva obra La chica junto al flexo, editada en 2007 pel Centre de Documentació Teatral i reeditada en 2015 per Algar Editorial. En 2005, va estrenar en el Teatre Gayarre de Pamplona Chssssss!, traduïda i representada aquest mateix any en el Teatre Oren Mor de Glasgow amb el títol de Whesssss!. En 2008, va estrenar en el Teatre Gayarre Cuota líquida, traduïda a l'anglès i estrenada en al Teatre Oren Mor de Glasgow en 2009 amb el títol Limbo.
Va ser guardonat amb el Premi Lope de Vega de 2019 amb l'obra Budapest, un silencio atronador. El 2023 va debutar al cinema amb Sobre todo de noche, que va dirigir i va coescriure el guió.

## Filmografia
- Sobre todo de noche (2023)